# Hannes Fohlin
Knut Hannes Fohlin, född 3 september 1989 i Katarina församling i Stockholm, är en svensk skådespelare. Han är bland annat känd för rollen som Erik Rehnskiöld i TV-serien Vår tid är nu. Fohlin studerade vid Teaterhögskolan i Göteborg 2014–2017.

## Uppväxt och karriär
Hannes Fohlin föddes och växte upp i Stockholm. Hans far är skådespelaren Håkan Fohlin, som var med och grundade Orionteatern på Södermalm. Hannes Fohlin har arbetat där i samarbete med Dramaten, och även på Kulturhuset Stadsteatern Skärholmen.
Våren 2019 gjorde han flera roller i föreställningen Alice Birch Ett självmords anatomi på Malmö stadsteater, regisserad av Susanne Osten.
Fohlin har även medverkat i TV-serier som Systrar 1968  och The Head och i TV-filmen Beck – Den tunna isen.

## Filmografi (i urval)
- 2015 – Karawane
- 2017–2020 – Vår tid är nu (TV-serie)
- 2018 – Systrar 1968 (TV-serie)
- 2018 – Beck – Den tunna isen
- 2021 – Max Anger – With one eye open (TV-serie)
- 2021–2022 – Tunna blå linjen (TV-serie)
- 2021 – Två systrar (TV-serie)
- 2021 – Den osannolika mördaren (TV-serie)
- 2021 – Utvandrarna
- 2022 – Likea (TV-serie)
- 2022 – Året jag slutade prestera och började onanera
- 2022 – Handen på hjärtat (TV-serie)
- 2022 – Meningen med livet (TV-serie)
- 2023 – Kapningen (TV-serie)
- 2023 – Tore (TV-serie)

## Teater

### Roller (ej komplett)
| År   | Roll        | Produktion                                | Regi                  | Teater               |
| ---- | ----------- | ----------------------------------------- | --------------------- | -------------------- |
| 2022 | Aksle David | Tid för glädje (Tid for glede) Arne Lygre | Stéphane Braunschweig | Dramaten             |
| 2024 | Gatsby      | Gatsby                                    | Janos Szasz           | Göteborg stadsteater |